# Johann Gottfried Zinn
Johann Gottfried Zinn (Ansbach, 4 de dezembro de 1727 - Göttingen, 6 de abril de 1759) foi um botânico e anatomista alemão. 